# 愛知学院大学硬式野球部
愛知学院大学硬式野球部（あいちがくいんだいがくこうしきやきゅうぶ）は、愛知大学野球連盟に所属する大学野球チーム。愛知学院大学の学生によって構成されている。愛知大学リーグ戦で最多となる通算47回の優勝実績がある。2位は中京大学の42回（2023年秋季リーグ戦終了時点）。

## 歴史
1953年、愛知大学野球連盟に加盟。1955年、全日本大学野球選手権大会（第4回大会）に初出場。
1968年、第17回全日本大学選手権準決勝で、優勝した4年田淵幸一らの法政大に4-9で敗れベスト4に終わる。
1973年、同年秋に巨人ドラ1蹴りをすることとなる小林秀一投手や迫丸金次郎ら4年生の投打を擁し春季リーグ戦優勝。続く第22回全日本大学選手権で、4年大橋功男と3年矢野暢生両投手擁する早稲田大を4-0、準決勝で関東学院大を2-1（延長11回）で下し決勝に進んだものの、2年生投手田村政雄擁する中央大に0-3で惜敗し準優勝。
1979年、第28回全日本大学選手権準決勝で、4年岡田彰布らの早稲田大に3-6で敗れベスト4に終わる。
1984年、秋の明治神宮野球大会（第15回大会）に初出場。
1987年、4年益田明典や3年松本卓也らの投手陣を擁して秋季リーグ戦優勝。続く第18回明治神宮大会2回戦で4年山内嘉弘投手擁する近畿大を3-1、準決勝で4年秋村謙宏投手擁する法政大に2-4で敗れベスト4に終わる。
1991年、前述のOB小林秀一監督が率いて、第22回明治神宮大会準決勝で4年小桧山雅仁と若松幸司両投手擁する慶応大を5-3、決勝で流通経済大を6-3で破り初優勝を飾った。
1998年、第47回全日本大学選手権準々決勝で、この大会で優勝し連覇した近畿大相手に3-2とリードした延長11回裏、近大4年二岡智宏に大会記録となる逆転サヨナラ3ランを浴び3-5xで惜敗した。
2005年、第36回明治神宮大会2回戦で、春の全日本大学選手権優勝校の3年高市俊投手らを擁する青山学院大を下し、準決勝で優勝した九州産業大に敗れベスト4に終わる。
2011年、4年浦野博司や3年永岡靖人らの投手陣、1年源田壮亮らを擁して第42回明治神宮大会2回戦で3年東浜巨投手擁する亜細亜大を1-0、準決勝で創価大を延長10回2x-1で下し、決勝の野村祐輔投手擁する明治大に0-2で敗れ準優勝。
2014年、4年源田壮亮や2年大藏彰人投手らを擁して第63回全日本大学選手権準決勝で、2年濵口遥大や3年児玉龍也らの投手陣擁する神奈川大に1-2で敗れベスト4に終わる。
2015年以降のシーズン、日本学生野球協会から学生野球資格の回復を認められた元プロ野球選手を相次いで監督に招聘。同2015年から2019年2月5日まで木村孝（近大卒業後日ハムで外野手・コーチ・スカウトを歴任）が監督を務めた。
同2019年2月6日からOBの益田明典（同大学卒業後巨人で投手・スカウトを歴任）が監督を務めている。

## 練習場
- 愛知学院大学 日進キャンパス（日進市岩崎町阿良池）

## 記録
- 全日本大学野球選手権大会 準優勝1回（1973年）
- 明治神宮野球大会・大学の部 優勝1回（1991年）準優勝1回（2011年）
- 愛知大学野球連盟 1部リーグ優勝44回（2012年春季リーグ終了時点で5季連続継続中）

## 主な出身者
- 三浦政基
- 小林秀一
- 迫丸金次郎
- 益田明典
- 松本卓也
- 村西辰彦
- 原田政彦
- 牧田勝吾
- 木村昇吾
- 半田真一
- 筒井和也
- 江口亮輔
- 浦野博司
- 大藏彰人